# 于天忱
于天忱（1953年—），汉族，中华人民共和国政治人物、第十一届全国政协委员。
加入中国共产党，担任本溪钢铁有限责任公司董事长、总经理、党委书记。2008年，当选第十一届全国政协委员，代表中华全国总工会，分入第十八组。并担任人口资源环境委员会专委。